# Calicovatellus
Calicovatellus là một chi bọ cánh cứng trong họ Dytiscidae.
Chi này được K.B.Miller & Lubkin miêu tả khoa học năm 2001.

## Các loài
Chi này gồm các loài:
- Calicovatellus petrodytes K.B.Miller & Lubkin, 2001